# 劉潤
劉潤，原名劉渡，河南祥符縣（今屬開封市）人。清朝政治人物，進士出身。

## 生平
劉潤原名劉渡，道光十一年（1831年）中辛卯恩科舉人，道光二十七年（1847年）考中張之萬榜二甲進士，道光三十年（1850年）任浙江省秀水縣（今屬嘉興市）知縣。

## 延伸阅读
[在维基数据编辑]